# Nealcidion humerosum
Nealcidion humerosum är en skalbaggsart som först beskrevs av Bates 1880.  Nealcidion humerosum ingår i släktet Nealcidion och familjen långhorningar. Inga underarter finns listade i Catalogue of Life.